# Fotbal na Letních olympijských hrách 2012

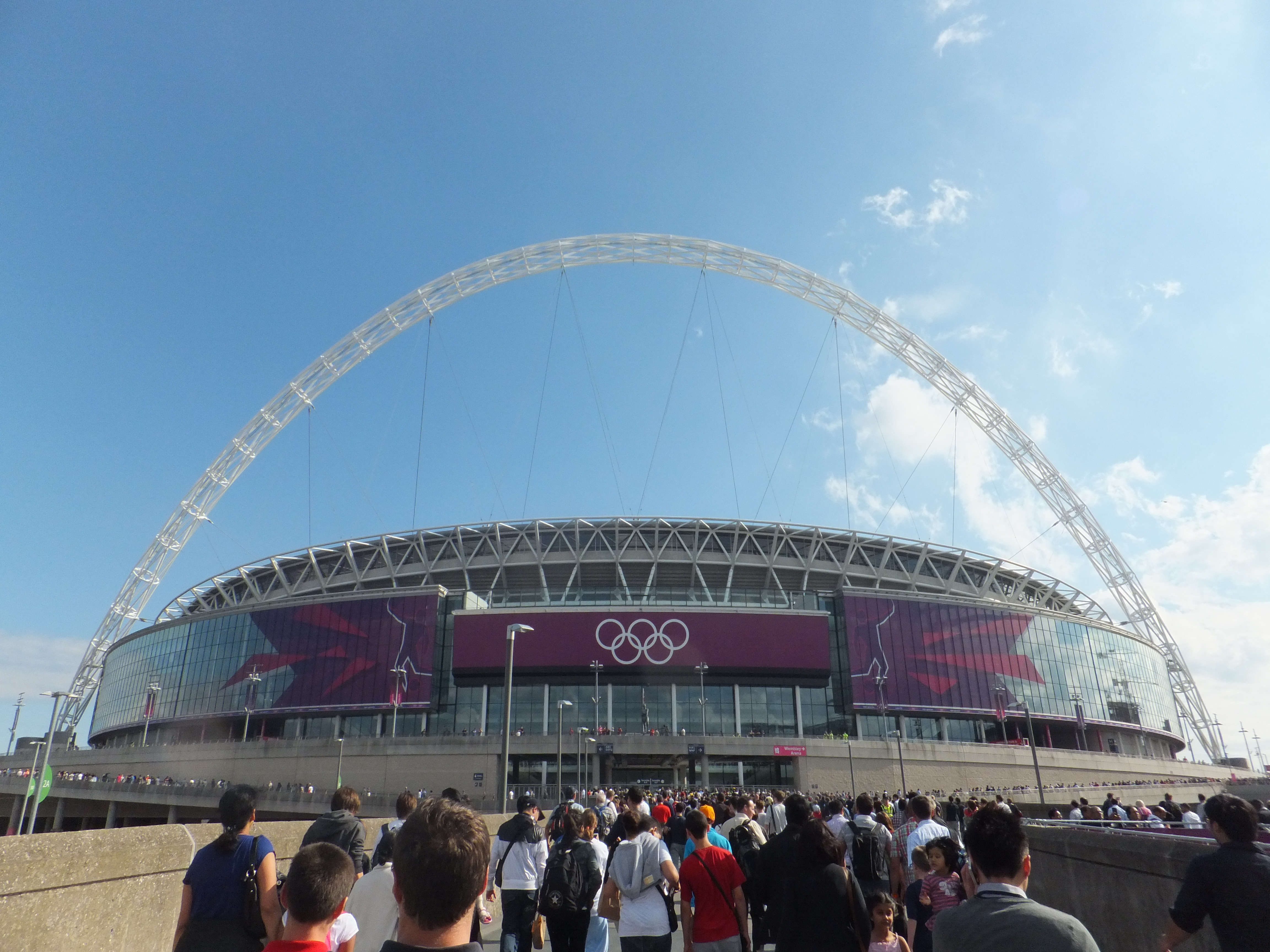
Stadion Wembley během fotbalového turnaje olympijských her v Londýně 2012.

Fotbalové turnaje mužů a žen na Letních olympijských hrách 2012 se hrály od 25. července do 11. srpna. Finále obou turnajů bylo hráno ve Wembley. Turnaje mužů se mohli účastnit pouze hráči do 23 let (každý tým navíc mohl nominovat i tři starší hráče), zatímco turnaj žen byl hrán bez jakýchkoliv věkových omezení. Celkem 504 fotbalistů a fotbalistek soutěžilo o dvě sady medailí.
Mužského turnaje se účastnilo 16 týmů (rozlosovaných do 4 skupin po 4 týmech, ze kterých první dva postoupili do čtvrtfinále), zatímco ženského 12 týmů rozlosovaných do 3 skupin po 4 týmech, ze kterých do čtvrtfinále postoupily první dva týmy z každé skupiny a dva nejlepší celky na třetích místech.
Zlaté medaile obhájily fotbalistky Spojených států amerických, zatímco do mužské části turnaje se předcházející vítězové z Argentiny neprobojovali.

## Mužský turnaj
| Zlato  | Stříbro  | Bronz       |
| Mexiko | Brazílie | Jižní Korea |

## Ženský turnaj
| Zlato | Stříbro  | Bronz  |
| USA   | Japonsko | Kanada |